# 地震雲
地震雲（じしんぐも）は、大きな地震の前に通常とは異なる、奇妙な形の雲が現れたとしてしばしば報告されるもの。地震の前兆として報告されるさまざまな現象の中で人間の感覚に基づく宏観異常現象に分類され、よく研究され科学的理解度が高い地質学領域の現象に比べて根拠は曖昧である。

## 地震雲言説の歴史
日本では、大地震の予兆として珍しい形や異様な形の雲が現れたとする言説が流れることがある。テレビや雑誌などのマスメディアが取り上げたり書籍となったりする例もあれば、口伝（噂）やインターネットを介したもの（ウェブサイト、掲示板、SNS）などがある。中には、ウェブサイトや一部のトンデモ本作者などが注目や利益を集める目的で取り上げる例もある。
地震と気象や雲を関連付ける言い伝えは、近代地震学が地震のメカニズムを明らかにする以前よりみられる。
欧米では、地震の前は普段よりも暑い安定した天気で、その後地震の前触れとして時に強風（嵐）や流れ星があり、曇りの天気のもとで地震が発生するという"earthquake weather"の言説がある。その源流には古代ギリシャのアリストテレスの地震観の影響がみられる。
古代インドの天文学者・占星術士ヴァラーハミヒラの著書『プリハット・サンヒター』には地震の1週間前に特異な形の雲が現れ大雨が降ることが記されている。古代中国やイタリアでも地震の前触れのひとつとして普段と異なる雲が挙げられることがあった。
江戸時代中期の伊予国の僧侶明逸の著書『通機図解』は、楠木正成が「雲気」を読む術を記した書物から抄録したといい、太陽の近くに現れる雲の形から天気を予測する方法を図解していて、その中には雷雨や大雨など悪天候の前兆であって悪天候が起こらなければ地震が起こるという雲も記されている。
鍵田忠三郎は福井地震を契機として観天望気の延長で雲と地震の関係に着目し、公職を務めていた時代に地震の"予知"を公表し"的中"したと報じられ、のち1980年に鍵田が著し真鍋大覚が監修した"地震雲"の書籍を出版している。この頃広まった"地震雲"の言説に対し、1983年に気象庁はその科学的根拠がないとして否定する見解を発表し新聞等が掲載している。石渡明によれば、"地震雲"という言葉は鍵田が考案し広めたという。
地震雲の"分類"や、それと関連付けた震源の方角、地震までの日数などを解説した書籍も出版されている。鍵田忠三郎(1980)は地震雲の形状を石垣状、レンズ状、点状、綿状（白旗雲）、縄状の低い雲、白蛇状、断層状などに分類した。弘原海清は1995年兵庫県南部地震（阪神・淡路大震災）の後、地震雲を含めた千件を超える前兆現象の証言を集めて出版、同地震における竜巻型（らせん状）の目撃例も紹介している。上出孝之(2003)は地震雲の形状を断層型、肋骨状、放射状、弓状、さや豆状、波紋型、稲穂型などに分類した。石渡はこれらの書籍の"地震雲"かどうかの判断の基準は主観的であり、場所や時期の予測根拠は明らかではなかったことを指摘している。
その後も、伝達手段にインターネット（掲示板やSNS）が加わり、こうした根拠があいまいな言説は依然として出現し続けていることが指摘されている。

## 地震雲が否定される理由
有効な地震予測は、日時・場所・規模の3要素を適切な範囲で示す必要がある。「地震を予知できる」と語る一部の人々が論拠とする前兆、例えば、地震雲を含む気象のほか、動物の異常な行動、個々人が感じる体の痛みなどは、科学的証拠に基づくものではない。説明が述べられていても、それは科学的に十分ではなく、実用的な地震予知に利用することは困難である。
変わった形の雲はその時々の大気の状態や地形などの影響を受けてある程度発生しており、地震も大小さまざまなものが常にどこかで、例えば日本では震度1以上の地震が年間約2,000回・震度4以上が年間約50回発生している。そのような事象と地震との関係（相関）について説明が述べられていたとしても、見かけ上そのように捉えられている（cf.擬似相関）に過ぎない。
相関を検証するための観測においては、判断の基準が一定していること、第三者が客観的に検証できること、地震以外の要因を十分に検討していること、異常とされる期間だけでなく長期に亘り観測していることなどが求められる。
特異な形の雲を見る経験は普段から一定程度あって、大地震が起こるとたまたまその経験を強く意識して地震と雲を結びつけてしまう一方、地震が起きなかった場合には雲のことを忘れてしまう、という心理的機序もある（cf.認知バイアス）。
また「地震雲」の報告があったにも拘わらず地震が発生しなかった例は多い。1993年1月の釧路沖地震では地震の1週間後、地震雲が出たという情報と共に再び大地震が来るという流言が広がった（この地方の次の大地震は1994年10月の北海道東方沖地震だった）。また、例えば2013年3月までの1年間を見てもインターネット上で拡散される"地震雲騒ぎ"が数回は発生し、夕刊タブロイド紙の報道が端緒となる例もあった。地震雲と報告されているが成因が気象で説明できる例もいくつもある。1985年に千葉北西部・茨城南部でM6.1・震度5の地震が発生した後には、複数の週刊誌上で写真付きの「地震雲」の記事が掲載されたが、いずれも低気圧や前線の通過に伴う雲の分布に対応するもので、気象衛星画像を見るとなお明らかであった。
過去に雲と地震の関係について研究や発表が行われたことはある。例えば、霧箱実験は地殻応力変化によるラドン放出が雲の生成に寄与する可能性を示唆する1つの根拠となっているが、実証には至っていない。同様に地殻応力変化により放出されることがある電磁波や重力波を根拠とする言説もあるが、気象学的成因を除外し検証することが難しい。
そのため、日本地震学会は雲と地震の関係が全くないと断言はできないとする立場をとる。しかし、報告される「地震雲」のほとんどが通常の雲のバリエーションのひとつとして説明できてしまうこと、報告の大部分は統計的に曖昧で雲と地震の相関を検証するには不足が多いこと、相関を説明する学説が十分ではないことなどから、日本地震学会は「地震研究者の間では一般に、雲と地震との関係はないと考えられている」、気象庁は「科学的な扱いができていない」「科学的な説明がなされていない状態」と説明している。
地震雲言説は科学に必要な十分な実証を行っていない疑似科学として扱われ、オカルトの範疇になる場合もある。見方を変えると、科学的に不十分な手法をとるアマチュア研究家が目立っている状況である。背景には、頻繁に地震が起こっている日本において時期や範囲を過大にしたり曖昧にしたりすると容易に「当たった」という成功体験ができてしまい、自らの理論の確信を深めてしまうことも挙げられる。

## 雲の形状とよくある誤認

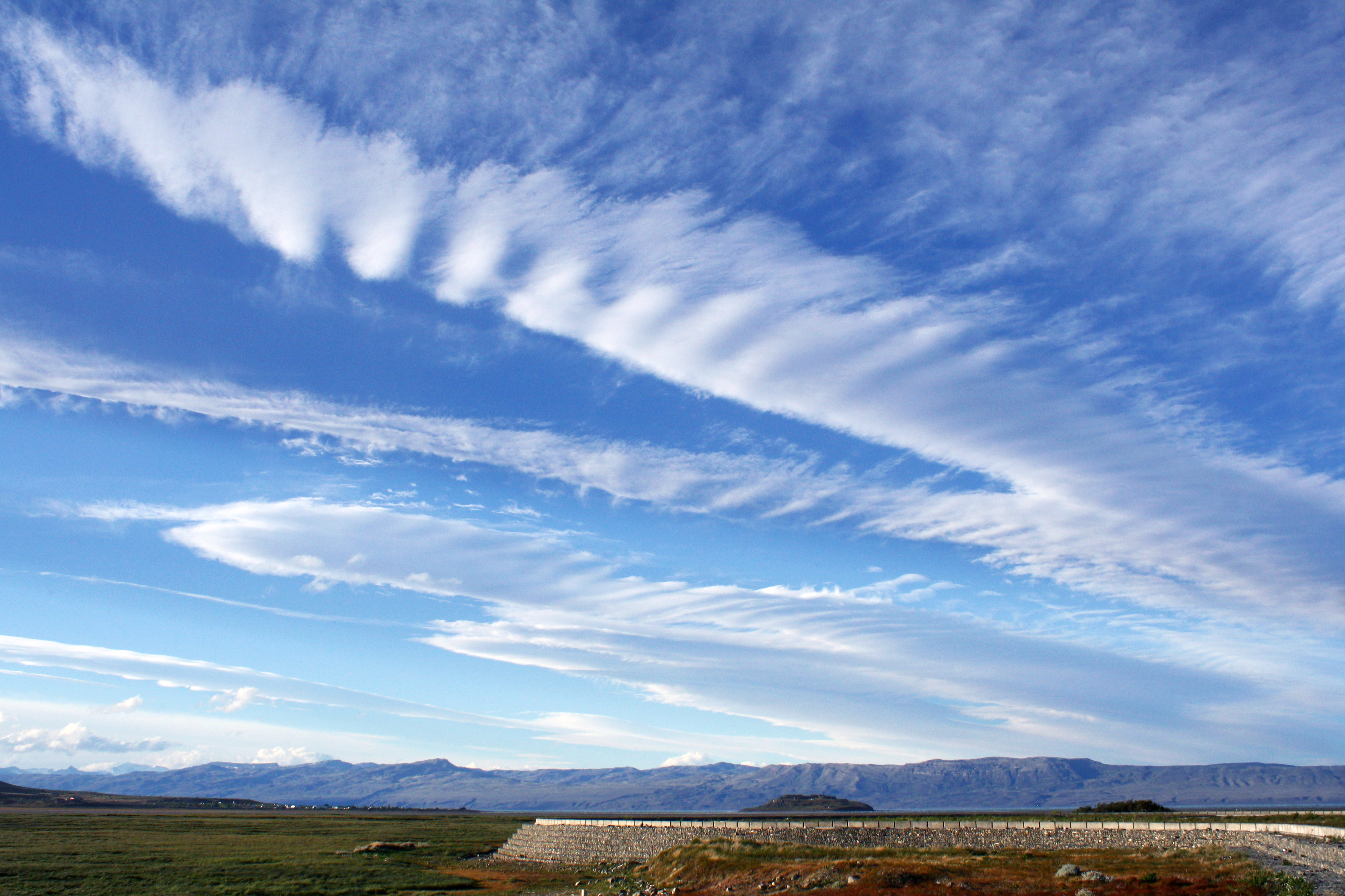
（参考）波状巻積雲は風の作用により風向に応じて規則的に並ぶ。

気象台への「地震雲ではないか」との問い合わせで多い例は、放射状の雲（巻雲）、ロール状の雲（高積雲、層積雲）、長く残る飛行機雲など。
特に大きな地震の後には専門家の元に問い合わせが増える傾向がある。良く知らない見慣れないもの、理由がわからないものについて、不吉なもの、不安なものと捉える心理があって、説明を行うと安心する機序もある。
以下、地震雲に見立てられる雲の形状と、その気象学（大気力学・大気物理学）などからの反証を挙げる。
- 雲の高さは光の具合によって錯覚を生じる。低い所の飛行機雲を地震雲とする言説があるが、夕方日光が低い所から照らすと高い雲が低く見える[13]。
- 細長い雲の交差は、残った複数の飛行機雲により生じる。上空の湿度が高いと飛行機雲は成長し長時間残る[13][17]。
- 観測者に対して真っ直ぐの方向の遠くに飛行機雲があると、立ち昇るような雲に見える[17]。
- 波状雲や一部の放射状雲は上層から下層まであらゆる高度に出現する。いろいろな波長の大気波により生じるもので、地形に起因する山岳波の影響を受ける場合は安定して残る[17]。
- 衛星など上空から見て平行に並ぶ雲は、地上の視点からは地平線の特定の地点から放射するように見える。寒冷前線に伴う巻雲・巻積雲は強風軸に平行な雲と直交する雲がそれぞれ列をなす特徴があり、このように錯覚されうる。また、この種の雲は当然地震のない地域でも発生する[16]。
- 1線を境に雲と青空・夕焼けがくっきりと分かれる見え方は、乾燥した空気と湿った空気が接する境界に生じる[17]。
- 真っ赤な夕焼け・朝焼け、真っ赤な太陽や月は大気の分子や浮遊微粒子による光の散乱により説明できる。彩雲や暈は大気光学現象である[11][17]。